# Seleção da Suécia de Hóquei no Gelo Feminino
A Seleção da Suécia de Hóquei no Gelo Feminino representa a Suécia nas competições oficiais da Federação Internacional de Hóquei no Gelo.